# 朴浚圭
朴 浚圭（パク・チュンギュ、朝鮮語: 박준규、1925年9月12日 - 2014年5月3日）は、韓国の政治家、第5・6・7・8・9・10・13・14・15代大韓民国国会議員。慶北達城郡、ソウル城東区、大邱東区、大邱中区などの地方選挙区だけで9選したため、韓国の憲政史上の最多選の記録を持つ政治家の1人である。大韓民国国会の第13代後半、第14代前半、第15代後半期の議長を歴任したため、異なる会期で3回も国会議長職を務めた記録も持っている。
本貫は順天朴氏。号は松山（송산）。朴彭年の第18世孫であり、父は元韓国民主党の慶尚北道支部長で、1948年の初代総選挙と1950年の第2代総選挙に出馬した朴魯益。元国会議員の白南檍は姉妹の夫、妻は趙芝薫の従姉妹。従おば（父の従姉妹）の朴杜乙は実業家・李秉喆の妻、元国会議員の朴鍾根は従甥（従兄の息子）。

## 生涯
1925年、日本統治時代の朝鮮の大邱府に生まれた。ソウル大学校政治外交学科学士、ブラウン大学国際政治学修士、コロンビア大学公法行政課博士課程修了。その後はハーバード大学、カリフォルニア大学バークレー校、スタンフォード大学での研修を経て、ソウル大政治科教授、外務部事務官を務めた。外務部事務官を務めた時に国連韓国代表の趙炳玉と知り合った縁で政界入りし、第3代、第4代総選挙で落選したが、第5代総選挙で初当選した。国会議員在任中は国会外務委員長、民主共和党議長、南北国会会談首席代表、民主正義党代表委員、大統領特使国連代表、列国議会同盟名誉会員、国会議長3期を務めた。また、第3代総選挙落選後は高麗火災副社長を、5・16軍事クーデター後は釜山日報社長をそれぞれ務め、第8代総選挙落選後（後の補欠選挙で当選）は韓国政経研究所を運営した。
1988年の第13代総選挙では民主正義党公認で大邱市東区から出馬し当選した。同年末、民主正義党の代表委員に任命されたが、1989年12月に朴がインタビューで、当時の第五共和国清算と民主改革などの課題の下で、盧泰愚大統領の総裁職離脱と民主正義党の解体などを示唆する発言をした。これに対し鄭鎬溶や李鍾賛などの議員は反発し、同月29日に代表委員職を引責辞任した。
1992年に朴が第14代総選挙でも大邱市東区から出馬し当選した。所属する民主自由党は第14代総選挙でも多数党だったため、前会期に続き第14代国会前半期の国会議長を務めることになったが、金泳三政権の発足後に新設された公職者の財産開示の規定により、家族名義での不動産投機疑惑などが浮上したため、1993年に国会議長および国会議員職を退いた。なお、同じく「腐敗政治家」として失脚し、後の自由民主連合総裁となった朴泰俊もこの件で金泳三と深く対立し、ハンナラ党に対して否定的な態度を取った。
1995年に金鍾泌元首相が自由民主連合を結成すると朴もそれに合流し、党最高顧問になった。1996年に執行された第15代総選挙では大邱中区選挙区に出馬し当選した。その後の大統領選挙において、金大中・金鍾泌の候補一本化議論で金大中への支持を表明し、党の要職を務める朴泰俊らと共に大邱慶北地域での金大中の当選を支援した。1998年に国民会議と自民連の与党連合候補として第15代国会後半期の議長職に当選し、国会議長を3回当選したという記録を立てた。なお、朴の国会議長の選出前は国会第1党ではなく第3党所属だったため、第六共和国では珍しい例の1つに挙げられている。2000年の第15代国会の任期満了と同時に政界を引退した。その後、対外的に目立つ特別な活動は展開しなかったが、2011年12月17日に朴泰俊の葬式に追悼の言葉を残した。2014年5月3日に死去、88歳没。